# Huka-huka
Huka-huka é uma arte marcial e um estilo de luta tradicional brasileiro dos povos indígenas do Xingu e dos índios Bakairi, todos do estado de Mato Grosso. O huka-huka é uma das modalidades disputadas nos Jogos dos Povos Indígenas.

## Características
O Huka-huka se inicia com os atletas ajoelhados. Começa quando o "dono da luta" caminha até o centro da arena de luta e chama os adversários pelo nome. Os lutadores se ajoelham girando em circulo frente ao oponente, até se entreolharem e se agarrarem, tentando levantar o adversário e derrubá-lo ao chão.[carece de fontes?]

## As regras doHuka-Huka
1) Os combatentes começam ajoelhados frente a frente. O sinal para começar pode variar, mas geralmente é dado por um líder da comunidade ou alguém responsável pelo evento.
2) Fazer o oponente tocar o chão com qualquer parte do corpo que não seja os pés ou joelhos. Isso pode envolver técnicas variadas de agarramento e imobilização.
3)  As lutas geralmente não têm um tempo fixo. Elas continuam até que um dos combatentes seja claramente vitorioso.
4)  Não é permitido socar, chutar ou usar técnicas que possam causar danos graves ao oponente. A luta é mais uma prova de habilidade do que de violência.
5) O respeito mútuo é fundamental. Após a luta, os combatentes se cumprimentam e reconhecem a performance um do outro. Esse gesto é crucial para manter a harmonia e o espírito comunitário do evento.

## O Huka-huka como arte marcial
O Huka-huka vem sendo introduzido, em caráter experimental, na formação de policiais militares do estado de São Paulo, no Brasil. A luta também vem sendo estudada por lutadores de artes marciais mistas, de maneira a aplicá-la em combates profissionais.

## O Huka-huka como luta ritual
Como luta ritual, o Huka-huka é praticado durante o Quarup e possui simbolismo competitivo, onde a força e virilidade dos jovens é testada. A arte marcial está inserida num amplo contexto de competições realizadas em virtude do Quarup.
Aos primeiros raios do sol do dia seguinte ao início do Quarup, termina o momento de ressurreição simbólica e o choro e o canto cessam. Os visitantes anunciam sua chegada com gritos, e iniciam competições de Huka-huka entre os campeões de cada tribo, seguidas de lutas grupais para os jovens.[carece de fontes?]